# تيريز دي ساكس-هيلدبورغهاوزن
تيريز شارلوت لويز من ساكس-هيلدبورغهاوزن (8 يوليو 1792 - 26 أكتوبر 1854)؛ كانت ملكة بافاريا القرينة بصفتها زوجة لودفيغ الأول.

## السيرة الذاتية
تعتبر تيريز ابنة فريدرش دوق ساكس-هيلدبورغهاوزن اعتبر دوق ساكس-آلتنبورغ منذ 1826، وزوجته شارلوت جورجين من مكلنبورغ-ستريليتس الابنة الكبرى لكارل الثاني، دوق مكلنبورغ-ستريليتس الأكبر شقيق الأكبر للملكة شارلوت زوجة جورج الثالث ملك المملكة المتحدة، في حين تعتبر والدتها شقيقة الكبرى لـ لويزه ملكة بروسيا وفريدريكا ملكة هانوفر، في عام 1809 كانت على قائمة العرائس المحتملين لـ نابليون بونابرت، ولكنها تزوجت في 12 أكتوبر 1810 من ولي العهد لودفيغ البافاري، وكان حفل زفافهما بمناسبة أول مهرجان أكتوبر على الإطلاق.
أصبحت الملكة تعاني من علاقات زوجها المشبوهة العديدة ولكنها تحملته كثيراً، ولم تُمنع عن إظهار عدم موافقتها مستخدمةً الطرق السرية، وفي عام 1831 غادرت المدينة خلال إحدى المسائل، ورفضت بشدة ارتباطه بالعشيقات، وغالبًا ما ساعدت تيريز في إدارة مملكة بافاريا، خاصة عندما كان لودفيغ غائبًا عن ميونيخ أثناء رحلاته العديدة، وكان لها بعض التأثير السياسي وشاركت في القضايا السياسية، كانت تحظى بشعبية كبيرة واعتبرت تجسيدًا للصورة المثالية للملكة والزوجة والأم، وشاركت في عدد كبير من الجمعيات الخيرية للأرامل والأيتام والفقراء، ولقد كانت موضع تعاطف كبير أثناء خيانة زوجها مع لولا مونتيز الذي كان أحد العوامل العديدة التي ساهمت في عدم شعبيته وتنازله عن العرش في عام 1848.

## الذرية
كان لدى تيريز ولودفيغ تسعة أطفال:
- ماكسيميليان الثاني ملك بافاريا (28 نوفمبر 1811 - 10 مارس 1864)؛ تزوج الأميرة ماري البروسية، لهم ذرية
- ماتيلده كارولينه (30 أغسطس 1813 - 25 مايو 1862) ؛ تزوجت من لودفيغ الثالث دوق هسن والراين الأكبر، ليس لديهم أبناء.
- أوتو ملك اليونان (1 يونيو 1815 – 26 يوليو 1867)؛ تزوج من أمالي من أولدنبورغ، لهم ذرية.
- ثيوديلينده (1816–1817).
- لويتبولد (12 مارس 1821 - 12 ديسمبر 1912)؛ تزوج من الأرشيدوقة أوغست النمساوية، لهم ذرية بما في ذلك لودفيغ الثالث ملك بافاريا.
- أديلغوندي (19 مارس 1823 - 28 أكتوبر 1914)؛ تزوجت من فرانشيسكو الخامس دوق مودينا، لهم ابنة توفيت صغيرة.
- هيلدغارد (10 يونيو 1825 - 2 أبريل 1864)؛ تزوجت الأرشيدوق ألبرشت النمساوي دوق تيشن، لهم ذرية.
- ألكسندرا (26 أغسطس 1826 - 21 سبتمبر 1875)؛ غير متزوجة.
- أدالبرت (19 يوليو 1828 - 21 سبتمبر 1875)؛ تزوج من أماليا الإسبانية، لهم ذرية.